# François Cupis de Renoussard
François Cupis de Renoussard   (París, 10 de novembre de 1732 - París, 13 d'octubre de 1808) va ser un compositor, violoncel·lista i educador musical francès del segle xviii.

## Biografia
François Cupis de Renoussard era fill de Ferdinand-Joseph de Cupis Camargo, professor de violí i maître à danser de la rue de la Montagne a Brussel·les, i de Marie-Anne de Smet. Va ser germà de la famosa ballarina Marie-Anne de Cupis de Camargo (1710-1770) i del violinista Jean-Baptiste de Cupis de Camargo. Va ser deixeble de Martin Berteau. El 1750 va ingressar a l'Òpera de París com a baix del gran cor.. Hi va romandre fins al 1770.
A través de les seves nombroses composicions, musicalment poc inspirades però amb una importància educativa, Cupis va reforçar la seva reputació d'haver donat més importància al violoncel a França. François Cupis, d'una banda, es troba en la mateixa línia entre el seu professor, Martin Berteau i Jean-Baptiste Barrière, i, de l'altra, els germans Jean Louis i Jean Pierre Duport.

## Obres
A més de diverses obres, no esmentades per François-Joseph Fétis, François Cupis va escriure:
- Arranjaments: col·lecció d’àries seleccionades dels millors autors per a violoncel (1761)
- Col·lecció d'àries seleccionades dels millors autors adaptada al violoncel[1] (París, Le Menu, 1761)
- 6 sonates per a violoncel i baix, op. 1 (vers 1761)
- Falten 6 duos per a dos violoncel, op. 2 (cap al 1767)
- 6 duos per a dos violoncel, op. 3 (cap al 1770)
- 3 duets, per a dos violoncel, op. 5 (1773)[2]
- 2 concerts de violoncel, esmentats per Fétis i Ernst Ludwig Gerber (desapareguts)
- Sis duo (sic) per a dos violoncels, Op. 3 (París, La Chevardière)
- Sis duo (sic) per a dos violoncels, Op.5 (Bayeux, Le Menu, 1773)
- Àries d’òpera-còmic per a dos violoncels (París, 1777)
- Concert per a violoncel en re major (1783)
- Gran concert orquestral per a violoncel (París, 1783). L’orquestra inclou cordes, 2 oboès i 2 banyes; (París, 1783)
- Air de l'Aveugle de Palmire i Minuet de Fischer, per a dos violoncels (vers 1784)
- Col·lecció de petits aires variats i dialogats per a dos violoncels, Op. 9 (cap al 1800)

- Nou mètode raonat per aprendre a tocar el violoncel (París, Le Menu, 1772). El mètode conté comentaris sobre la tècnica de l'instrument